# Fondu sonore
Ne doit pas être confondu avec Fondue ou Fondu.
Un fondu sonore est une technique d'enchaînement, une marque de ponctuation, entre deux flux d’informations sonores. Progressivement un son, ou une séquence sonore, se fond ou se croise avec un autre (on mixe deux pistes sonores entre elles). On entend aussi des fondus en fermeture et, plus rarement, en ouverture. La durée de ces transitions est variable, mais relativement courte.

## Fondus sonores

### Le fondu de fermeture
En musique, un morceau peut se terminer par un fondu (baisse du niveau sonore jusqu'au silence) plus ou moins long suivant le tempo et les circonstances, c'est le fade out. En audiovisuel, le fondu sonore suit, en principe, le fondu de l'image.

### Le fondu d'ouverture
C'est l'inverse du fondu de fermeture (fade out) : on part du silence et, progressivement, le programme sonore atteint son niveau normal (fade in).

### Le fondu enchaîné (cross-fade)

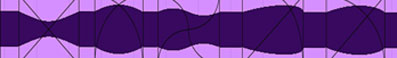
Fondus enchaînés : gain égal, puissance égale, en S et autres variantes

En audiovisuel ou en diffusion, le fondu du son suit, en principe, celui de l'image.
Comme pour l'image, il consiste à baisser graduellement le volume d'un signal sonore tout en augmentant un second (par exemple avec une table de mixage ou un logiciel de lecture audio). Cette technique peut, par exemple, être employée pour passer d'un morceau à un autre sur une mixtape (ou compilation), ou dans un fichier vidéo pour passer à une image qui suit le fil de la précédente.
- En montage audio ou au mixage, il y a la possibilité d'utiliser plusieurs types de fondus enchaînés, dont certains « paramétrables sur mesure ».
- Pour le DJ, le fondu enchaîné n'a d'existence qu'avec le complément « calage tempo » (pour lequel l'anglicisme « beatmatching » est techniquement plus précis) si l'on veut éviter un « brouhaha ».